# Maurice Blomme
Maurice Blomme (* 29. Oktober 1926 in Oostnieuwkerke; † 11. April 1980 in Roeselare) war ein belgischer Radrennfahrer.

## Sportliche Laufbahn
Blomme war im Bahnradsport und im Straßenradsport aktiv. 1948 war er Teilnehmer der Olympischen Sommerspiele in London. In der Mannschaftsverfolgung wurde der belgische Bahnvierer mit Jos De Beuckelaere, Maurice Blomme, Georges Vanbrabant und Raphaël Glorieux auf dem 5. Rang klassiert. Als Amateur gewann er 1948 die Militärmeisterschaft im Straßenrennen. 1948 holte er einen Etappensieg in der Luxemburg-Rundfahrt für Amateure. In der Einerverfolgung wurde er 1947 Vize-Meister.
Blomme wurde 1949 Berufsfahrer. Als Radprofi blieb er bis 1961 aktiv. 1949 war er im Eintagesrennen Grand Prix de la ville de Zottegem erfolgreich (auch 1950, 1951 und 1954) und gewann drei Etappen der Marokko-Rundfahrt. 1950 wurde seine erfolgreichste Saison. Blomme gewann eine Etappe in der Tour de France, das Einzelzeitfahren Grand Prix des Nations vor René Berton, die Tour de Flandre Occidentale, den Circuit des Trois Provinces, den Circuit du Houtland-Torhout sowie das Championnat des Flandres. Auf der Bahn wurde er Vize-Meister in der Einerverfolgung. 1951 gewann er eine Etappe bei Paris-Saint-Étienne und Brüssel–Ingooigem. Bei Kuurne–Brüssel–Kuurne kam er hinter André Declerck auf den 2. Platz, ebenso im Nokere Koerse. 1952 holte zweite Plätze im Grand Prix des Nations hinter Louison Bobet und bei Gent–Wevelgem hinter Raymond Impanis. In der Marokko-Rundfahrt wurde er Dritter. Bis zu seinem Karriereende gewann er noch 1953 eine Etappe der Luxemburg-Rundfahrt, 1954 den Circuit Mandel-Lys-Escaut und den Circuit du Houtland-Torhout sowie 1955 die Gesamtwertung des Circuit de l’Ouest. In der Tour de France 1950 und 1952 schied er jeweils aus.